# 宋鳴梧
宋鳴梧（1576年—1636年），字泰侯，號泰斗，山東兗州府沂州珩頭人，明朝政治人物。

## 生平
二歲失母，三四歲時見歲時祭祀者，輒請祀其母。有負以過其母墓，必下拜哭泣盡哀。長大入學，館舍旁有少婦以容來誨，見即垂目急避。萬曆二十八年（1600年）庚子科山東鄉試第六十一名舉人，父宋日乾入京趕考時卒於雄縣旅舍，宋鳴梧聞訃，跣行暑雨中，扶櫬歸沂，朝夕泣拜，哀感行路。嗣丁繼母憂，結廬墓側，相繼六載。服闋，四十七年（1619年）己未科進士。刑部觀政，授行人司行人，論劾魏忠賢，魏良卿打算羅致他，不從，天啟七年（1627年）被勒令閑住，崇禎三年（1630年）三月升兵科右給事中，十一月升吏科左給事中，四年（1631年）五月升吏科都給事中，八月謫河南按察司照磨，六年歷升南京行人司司副、南太仆寺丞、尚寶司丞、尚寶司卿，八年（1635年）三月升都察院左僉都御史，九年（1636年）卒。

## 著作
著有《琅邪集》、《近聖居文集》、《羲易集成》等書，歿後崇祀鄉賢，又附祭忠孝祠。

## 家族
曾祖宋纬。祖父宋悌。父宋日乾，貢生。
子宋之普、宋之韓。